# Claudia Florio
Claudia Florio (Ancona, 12 gennaio 1946) è una regista e sceneggiatrice italiana.

## Biografia
Regista e sceneggiatrice, è cugina dell'attrice Francesca Florio.

## Filmografia

### Regista
- Occhei, occhei (1983)
- Il gioco (1999)
- La regina degli scacchi (2001)

### Sceneggiatrice
- L'infermiera, regia di Nello Rossati (1975)
- Le buttane, regia di Aurelio Grimaldi (1994)